# Nibykoralówka Eskulapa
Nibykoralówka Eskulapa (Erythrolamprus aesculapii) – gatunek niejadowitego węża z rodziny połozowatych (Colubridae). Występuje w północnej i środkowej części Ameryki Południowej, w tym w niemal całym dorzeczu Amazonki i regionie Gujana. Prowadzi dzienny, naziemny tryb życia.

## Systematyka
Takson ten po raz pierwszy zgodnie z zasadami nazewnictwa binominalnego opisał w 1758 roku szwedzki przyrodnik Karol Linneusz w 10. wydaniu swego dzieła Systema naturae per regna tria naturae, secundum classes, ordines, genera, species, cum characteribus, differentiis, synonymis, locis. Autor nadał wężowi nazwę Coluber Aesculapii, a jako miejsce typowe błędnie wskazał „Indiis” (Indie). Holotyp (NRM) pochodził prawdopodobnie z północno-wschodniej Wenezueli lub północnego Surinamu. Do rodzaju Erythrolampus gatunek przenieśli A.M.C. Duméril, G. Bibron i A.H.A. Duméril w 1854 roku. W 2012 roku w wyniku badań filogenetycznych Grazziotin ze współpracownikami stwierdzili, że gatunek ten jest najbliżej spokrewniony z Erythrolamprus mimus, Erythrolamprus miliaris i Erythrolamprus reginae.
Obecnie wyróżnia się cztery podgatunki Erythrolamprus aesculapii:
- E. aesculapii aesculapii (Linnaeus, 1758)
- E. aesculapii monozona Jan, 1863
- E. aesculapii tetrazona Jan, 1863
- E. aesculapii venustissimus (Wied, 1821)[8].

### Etymologia
- Erythrolamprus: gr. ερυθρος eruthros „czerwony”[9]; λαμπρος lampros „błyszczący, świecący, lśniący”[10].
- aesculapii: od Asklepiosa[5].

## Morfologia
Jest to niewielki wąż o krótkiej czarno-białej głowie, o dużych czarnych oczach. Ubarwienie części grzbietowej może być pomarańczowoczerwone, jaskrawoczerwone, brązowe lub ciemnobrązowoszare, z serią czarnych i jasnych pasów (białych, kremowych lub żółtokremowych), które mogą być nieobecne w części przedniej. Gatunek ten jest najbardziej podobny do koralówki brazylijskiej (Micrurus corallinus), od której różni się przede wszystkim ubarwieniem ogona i dużo większymi oczami.
Wymiary:
|                          | Samiec | Samica |
| Długość całkowita (mm)   | 767    | 1036   |
| Łuski grzbietowe (rzędy) | 15     | 15     |

## Występowanie
Gatunek ten występuje w Kolumbii, Trynidadzie i Tobago, Wenezueli, Gujanie, Surinamie, Gujanie Francuskiej, Brazylii, wschodnim Ekwadorze, Boliwii, Peru, Paragwaju i północnej Argentynie na wysokościach do około 2300 m n.p.m. Poszczególne podgatunki występują:
- E. aesculapii aesculapii – w basenie Amazonki,
- E. aesculapii monozona – w Brazylii od Bahia do Rio de Janeiro,
- E. aesculapii tetrazona – w Boliwii,
- E. aesculapii venustissimus – w Brazylii od Minas Gerais i Rio de Janeiro do wschodniej Boliwii i prowincji Misiones w północno-wschodniej Argentynie.

## Ekologia i zachowanie
Gatunek ten występuje głównie w tropikalnych lasach nizinnych i podgórskich, w silnie zdegradowanych lasach, sawannach, plantacjach, pastwiskach i ogrodach. Prowadzi dzienny i zmierzchowy, lądowy tryb życia. Żeruje w ciągu dnia lub o zmierzchu, na gruncie. W okresach braku aktywności chowa się pod ziemią. Dieta składa się głównie z węży (m.in. Atractus occipitoalbus, Atractus torquatus, Dipsas catesbyi, Ninia atrata, Erythrolamprus taeniogaster, Erythrolamprus typhlus, Leptodeira annulata, Oxyrhopus petolarius czy Xenodon severus), jaszczurek (Ameiva ameiva), ryb (głównie z rodzaju Synbranchus)  i dżdżownic. Samice nibykoralówki Eskulapa osiągają dojrzałość płciową po osiągnięciu długości SVL około 635 mm, a samce po przekroczeniu 430 mm. W lęgu od jednego do ośmiu jaj. Okres rozrodczy trwa cały rok.

## Status
W Czerwonej księdze gatunków zagrożonych IUCN nibykoralówka Eskulapa jest klasyfikowana jako gatunek najmniejszej troski (LC, ang. Least Concern). Trend populacji jest określany jako stabilny. Gatunek ten jest opisywany jako pospolity na terenie Kolumbii, Wenezueli, Ekwadoru i Brazylii.